# 解結
解结（3世纪—300年），字叔连，西晋济南郡著县（今山东省济阳县西北）人，解修之子，解系之弟，解育之兄。
年轻时与兄解系齐名。初仕为公府掾，历任黄门侍郎、散骑常侍、豫州刺史、魏郡太守、御史中丞。元康年间，赵王司马伦讨氐羌，亲信孙秀在关中为害，解结在洛阳，上疏弹劾，议孙秀之罪当诛，孙秀于是结怨。赵王司马伦、孙秀专权，解结与解系、解育同时被杀。解结之女出嫁裴氏，第二天当嫁，家中祸起，裴氏想要认下亲事让解女得活，解女说：“家既若此，我何活为！”也被牵连处死。朝廷于是议定改革旧制，女儿不连坐，从解结女之后开始。之后，赠解结光禄大夫，改葬，加吊祭。